# Pfeiftafel

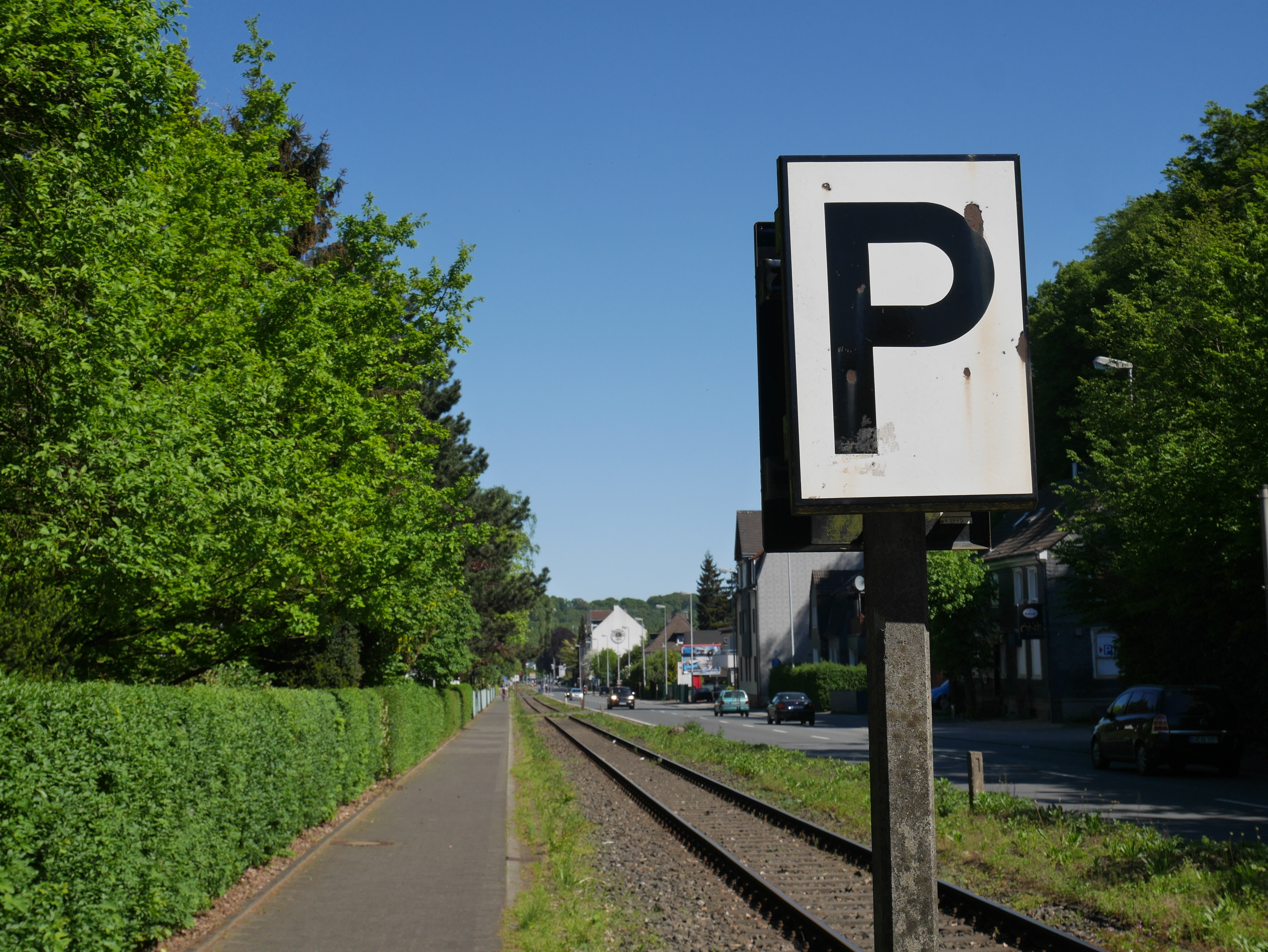
Signal Bü 4 an der Ennepetalbahn

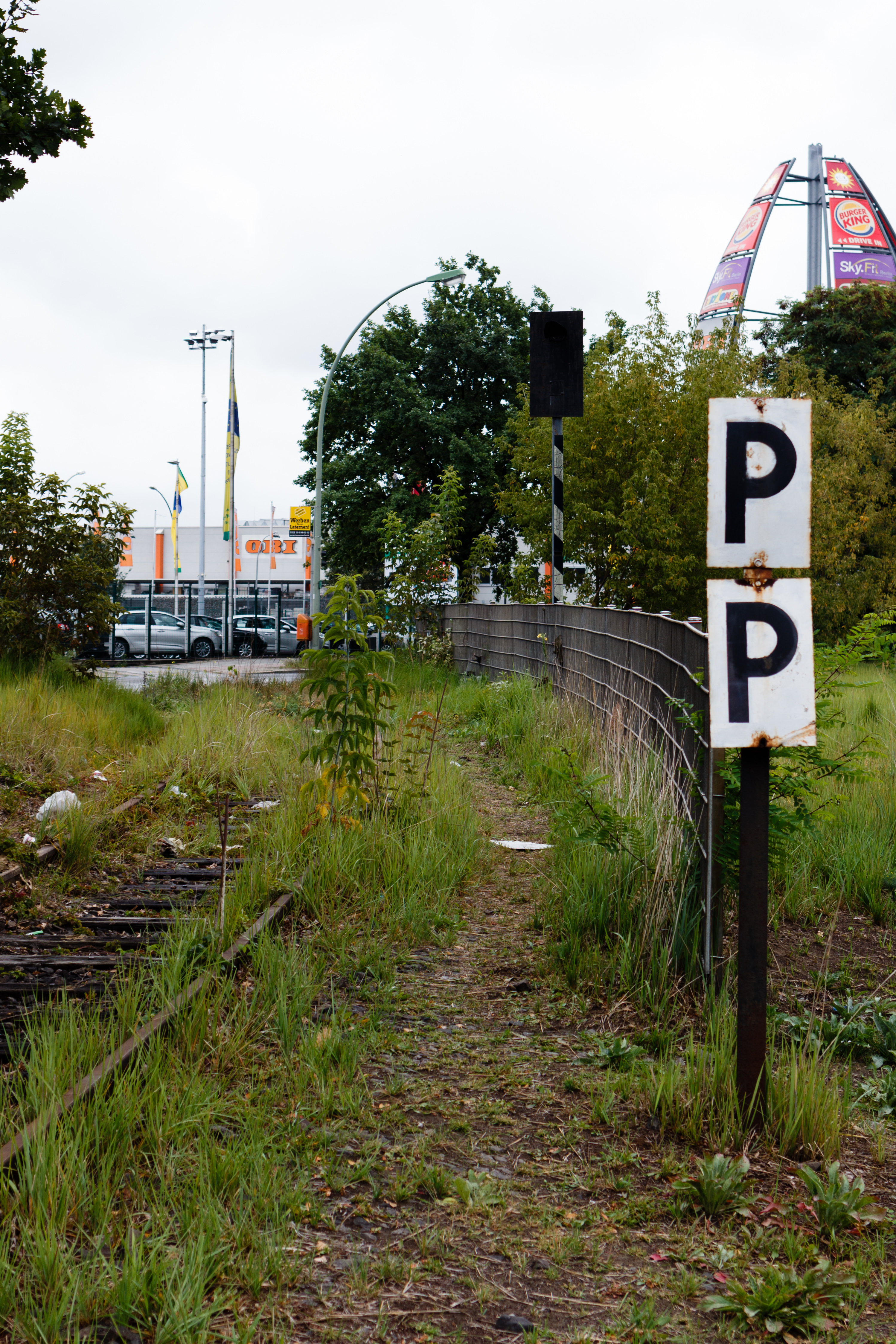
Signal Pf 2 an der Siemens-Güterbahn in Berlin

Die Pfeiftafel ist ein Eisenbahnsignal, das vor Bahnübergängen und Gefahrenstellen aufgestellt ist und den Triebfahrzeugführer auffordert, ein Achtungssignal zu geben – in der Regel durch Betätigung der Pfeifeinrichtung des Fahrzeuges –, um andere zu warnen.

## Deutschland

### Bezeichnung
Die Pfeiftafel wird im Signalbuch der Deutschen Bahn in der Gruppe der Signale für Bahnübergänge als Signal Bü 4 – Pfeiftafel sowie als Signal Pf 2 – Pfeiftafel vor Bahnübergängen (DV 301) aufgeführt. Letztere existiert nur im Geltungsbereich der ehemaligen Deutschen Reichsbahn.
Vor der Harmonisierung der Signalbücher von Deutscher Bundesbahn und Deutscher Reichsbahn entsprach bei der Deutschen Reichsbahn dem Signal Bü 4 im Aussehen das Signal Pf 1 – Pfeiftafel vor Gefahrenstelle. Jedoch wurde es nicht vor Bahnübergängen aufgestellt, sondern nur vor Tunneln, Brücken und sonstigen Gefahrenstellen, vor denen zu pfeifen war. Für Bahnübergänge wurde das Signal Pf 2 angewendet, das die Langbezeichnung Pfeiftafel vor Wegübergang trug. Sie waren im Signalbuch der Gruppe der Aufforderungssignale zum Pfeifen (Pf) zugeordnet.

### Bedeutung
Vom Signal ab ist etwa drei Sekunden lang zu pfeifen. Bei Signal Pf 2 ist kurz vor dem Bahnübergang erneut zu pfeifen. Wenn sich Personen oder Fahrzeuge nähern, ist nach Bedarf auch öfter zu pfeifen; wenn sich keine Personen oder Fahrzeuge in gefahrdrohender Weise nähern und beiderseits der Strecke freie Sicht besteht, kann auch bei Signal Pf 2 ein erneutes Pfeifen unterbleiben.

### Aussehen
Die Pfeiftafel besteht aus einer (Signal Bü 4) bzw. zwei (Signal Pf 2) rechteckigen weißen Tafeln mit schwarzem „P“. Ältere Signale Bü 4 im Geltungsbereich der ehemaligen Deutschen Bundesbahn können auch eine rechteckige schwarze Tafel mit weißem Rand und weißem „P“ zeigen.

### Aufstellung
Vor Bahnübergängen mit Kraftverkehr stehen in der Regel zwei Pfeiftafeln nacheinander, im Geltungsbereich der ehemaligen Deutschen Reichsbahn kann stattdessen auch das Signal Pf 2 aufgestellt sein; es wird jedoch nicht mehr neu aufgestellt.
Das Signal Pf 2 steht in der Regel fünfmal soviel Meter vor einem nicht technisch gesicherten Bahnübergang, wie die Höchstgeschwindigkeit der Strecke beträgt, mindestens jedoch 100 Meter. Folgen mehrere Bahnübergänge dicht aufeinander, so ist nur ein Signal Pf 2 aufgestellt; die Anzahl der zugehörigen Bahnübergänge wird auf einer weißen Tafel in schwarzer Aufschrift angezeigt. Vor jedem folgenden Bahnübergang ist dann erneut zu pfeifen. Das Signal Pf 2 kann auch in einer Entfernung von 200 bis 350 Metern vor zugbedienten Halbschrankenanlagen links vom Gleis aufgestellt sein, wenn am Gegengleis kein Überwachungssignal vorhanden ist.
Vor anderen Gefahrenstellen wie Tunneln oder Reisendenübergängen kann ebenfalls eine Pfeiftafel im Abstand von mindestens 200 Metern aufgestellt sein.

### Halteplatz
Wenn Züge zwischen der Pfeiftafel und dem Bahnübergang planmäßig halten, ist die Pfeiftafel hinter dem Halteplatz des Zuges wiederholt. Über der Pfeiftafel vor dem Halteplatz ist dann eine rechteckige weiße Tafel mit zwei senkrechten schwarzen Streifen angebracht; sie gilt nur für Züge, die vor dem Bahnübergang nicht halten.

## Österreich
In Österreich weist die Pfeiftafel – eine senkrecht stehende, abwechselnd waagrecht rot und weiß gestreifte Tafel mit roter Spitze – darauf hin, ab dem Signal bis zum Erreichen der nicht technisch gesicherten Eisenbahnkreuzung wiederholt, jedoch mindestens dreimal das Achtungssignal zu geben ist. Wird zwischen dem Signal und der Eisenbahnkreuzung gehalten, muss vor dem Anfahren erneut gepfiffen werden. Folgen mehrere Eisenbahnkreuzungen aufeinander, vor denen zu pfeifen ist, ist die Gruppenpfeiftafel – eine senkrecht stehende, abwechselnd waagrecht rot und weiß gestreifte Tafel, die am oberen Ende zwei nach rechts steigende schwarze Streifen auf weißem Grund trägt – aufgestellt. Es ist dann vor jeder technisch ungesicherten Eisenbahnkreuzung mindestens dreimal zu pfeifen, bis das Signal Pfeifende – eine senkrecht stehende, weiße, am oberen Ende rot gestrichene Tafel – erreicht ist.

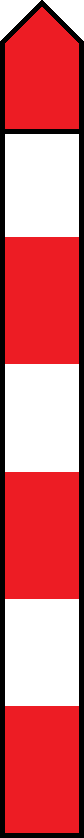
Pfeiftafel (Pfeifpflock)
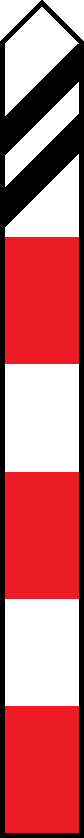
Gruppenpfeiftafel (Gruppenpfeifpflock)
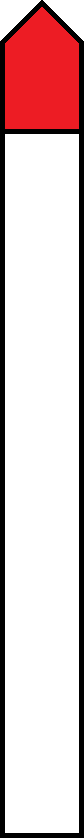
Pfeifende (Endpflock)

## Schweiz
In der Schweiz weist ebenfalls die Pfeiftafel darauf hin, dass das Achtungssignal zu geben ist. Auf einer zusätzlichen Tafel kann vermerkt sein, wenn das Achtungssignal nur während gewissen Tageszeiten oder nur bei bestimmten Zügen zu geben ist.

Pfeiftafel

## Andere Länder
Auch in vielen anderen Ländern kommen vergleichbare Signale zum Einsatz, häufig ebenfalls bestehend aus einer Tafel mit dem Anfangsbuchstaben des Wortes „pfeifen“ in der Landessprache. Ist in Frankreich die Pfeiftafel mit einem „J“ auf einem Zusatzschild gekennzeichnet, gilt sie nur am Tage; auch bei entgegenkommenden Zügen ist vor einem Bahnübergang zu pfeifen. In den meisten Nachfolgestaaten Österreich-Ungarns werden wie in Österreich rot-weiß gestreifte Pfähle verwendet, teilweise auch mit Zusatzschildern wie für zeitweilige Arbeitsstellen.

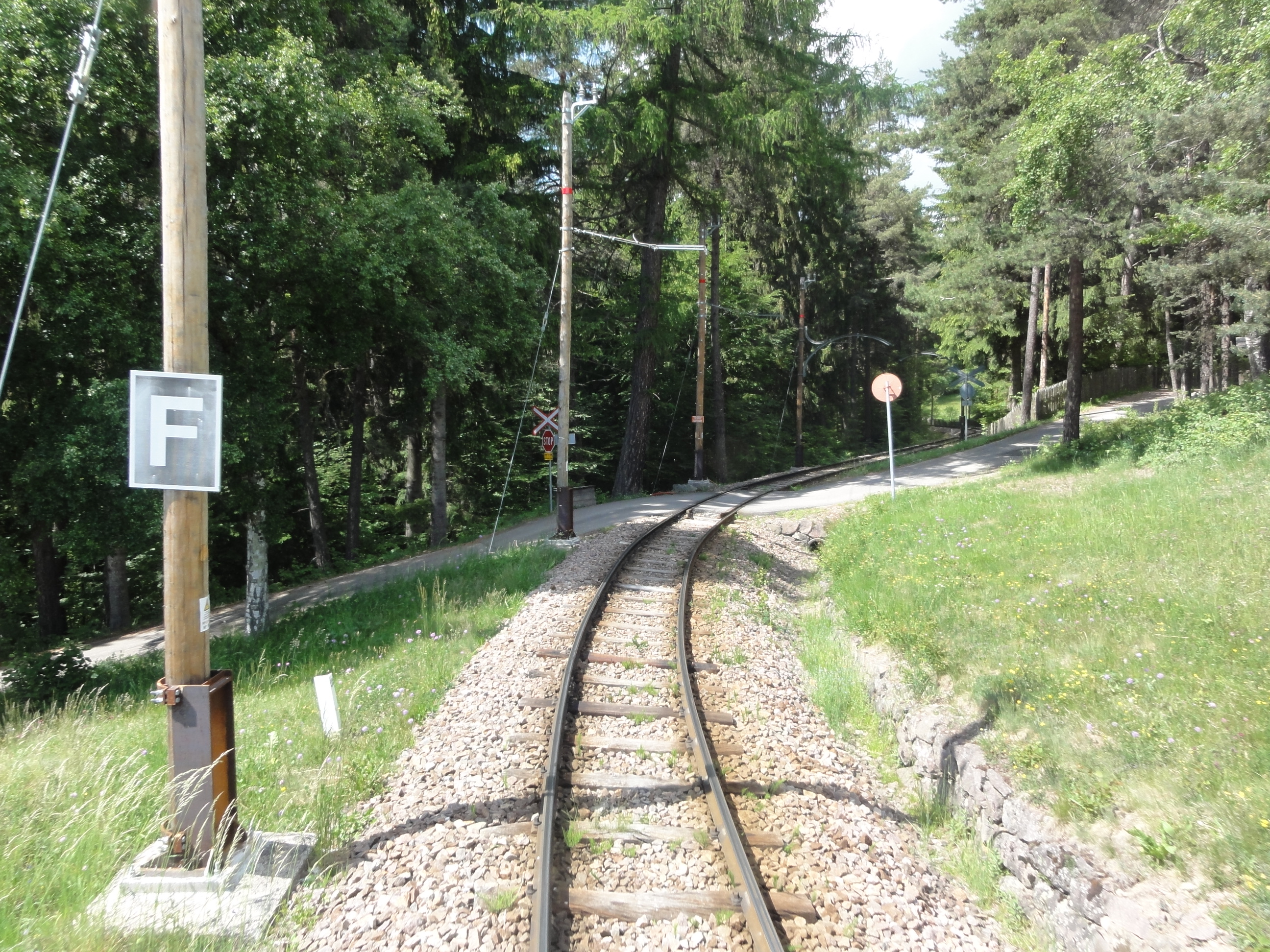
Italienische Pfeiftafel mit einem „F“ für „fischiare“ an der Rittner Bahn
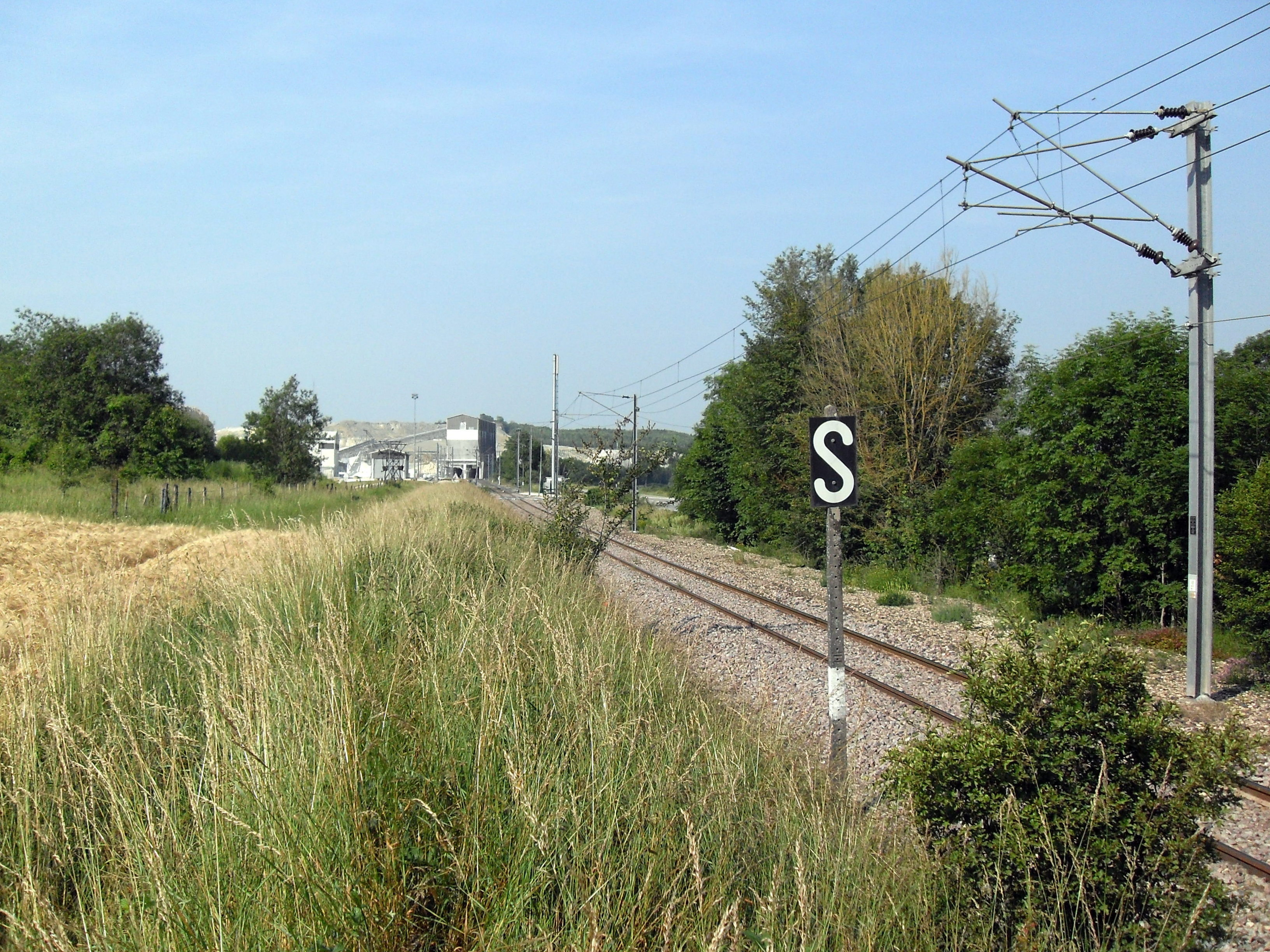
Pfeiftafel in Frankreich mit einem „S“ für „siffler“
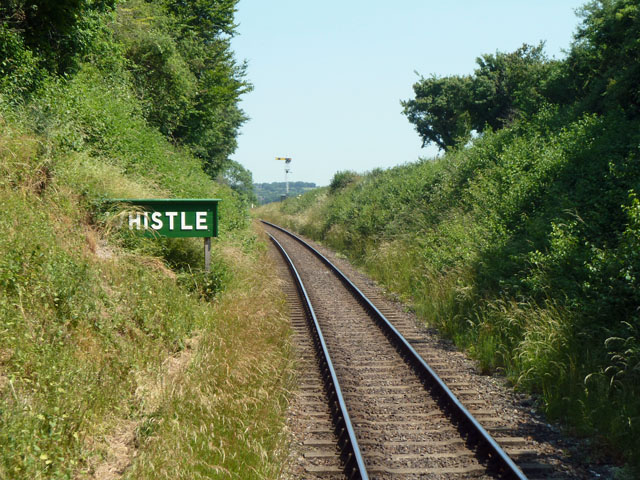
Tafel mit Aufschrift „whistle“ im Vereinigten Königreich
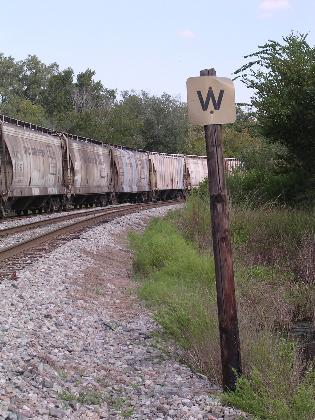
Pfeiftafel in den Vereinigten Staaten von Amerika mit einem „W“ für „whistle“